# دون فيتو
دون فيتو (بالإنجليزية: Don Vito)‏ هو مغن مؤلف ومدير مواهب ومنتج أسطوانات أمريكي، ولد في 9 يوليو 1978 في غاري في الولايات المتحدة.